# Kukuljević Sakcinski
Kukuljević Sakcinski je hrvatska plemićka obitelj. Podrijetlom je iz Imotske krajine. 
Sjedišta je mijenjala tijekom povijesti. Prvo je bilo Imotski (-1550.), pa Senj (1550. – 1622.), do raseljenja uskoka, nakon čega je Bribir kod Novog Vinodolskog (1622. – 1700.), jednoj grani Međimurje (1689.-), Varaždin (1750.-), a drugoj grani Bakar (1775,-) te Jurketinec (1727.-) i naposljetku Zagreb (1825.-)

## Povijest
Iz Imotskog su za vrijeme stogodišnjeg hrvatsko-turskog rata, u razdoblju osmanskog nadiranja polovicom 16. stoljeća bili prisiljeni prebjeći sjevernije u sigurniji Senj. 
Ondje se je jedan član obitelji oženio posljednjom pripadnicom stare senjske patricijske obitelji Bassani de Sacci, kojoj je plemstvo 1490. podijelio kralj Vladislav, prema usmenom kazivanju Ivana Kukuljevića, a koje je prenio Tadija Smičiklas. Otac joj je 1596. godine poginuo pod Klisom. Pretpostavlja se da je taj član Jakov. Kad je vladar izdao naredbu o raseljavanju uskoka 1622., sin mu se je Antun preselio u okolicu Novog Vinodolskog, u Bribir. 1649. je godine stekao hrvatsko-ugarsko plemstvo. Prema onom nastavku de Sacci, obitelj je pohrvatila to prezime u Sakcinski. 
Obitelj se je granala. Neke su grane izumirle, a neke nove su se formirale. Novo odredište obitelji bilo je Međumurje. Od tamo se je u obližnji Varaždin preselio Toma Melkior Kukuljević Sakcinski koji je poslije postao gradonačelnikom i vrhovnim blagajnikom Varaždinske županije. Imao je dvojicu sinova Franju i Antuna koji su formirali nove grane: bakarsku i zagorsku.

## Poznati pripadnici
- Vuk Kukuljević Sakcinski (1705. – Zagreb, 28. studenoga 1751.) je bio hrvatski povjesničar, bogoslov, kanonik i generalni vikar Zagrebačke biskupije.[2]
- Franjo V. (1775. – 1844.), važni pripadnik hrvatske zajednice u Trstu,
- Ivan Fran (1801. – 1878.), istaknuti ilirac za revolucionarne 1848./1849. u Bakru gdje je bio u magistratu (Fran Kukuljević, veliki župan virovitički?[3]}
- Antun Kukuljević Sakcinski (1776. – 1851.), podžupan Varaždinske županije i hrvatski zastupnik u zajedničkom hrvatsko-ugarskom saboru u Požunu (1832-1836), vrhovni ravnatelj škola u Hrvatskoj (1836. – 1847.)
- Ivan Kukuljević Sakcinski (1816. – 1889.), povjesničar, književnik i političar, saborski zastupnik, osnivač hrvatske arheologije i suvremene hrvatske povijesne znanosti, predsjednik Matice Hrvatske i počasni član JAZU[4]
- Božidar Kukuljević Sakcinski (1861. – 1927.), pravnik i skladatelj
- Ladislav (1815. – 1896.), sudac,[5] veliki župan križevački, političar i mecena, rudarski poduzetnik, brat poznatog političara Ivana,[6][7][8][9] uzgojitelj prvog loznjaka u Ivancu za uzgoj američke loze, otporne na bolesti,[10] jedan od najimućnijih ljudi svog vremena[11]
- Milutin Kukuljević Sakcinski (1849. – 1910.), hrvatski političar[12]
- Franjo Kukuljević (1909. – 2002.), hrv. tenisač, državni reprezentativac[13]
- Ladislav Šaban, po majci Kukuljević, unuk Ivana Kukuljevića Sakcinskog, član suradnik HAZU, hrvatski glazbeni pedagog
- Kornelija Kukuljević Sakcinski (1829. – 1897.), kulturna djelatnica[14]